# Ermis Aradippou
Ermis Aradippou é uma equipe cipriota de futebol com sede em Aradippou. Disputa a primeira divisão do Chipre (Campeonato Cipriota de Futebol).
Seus jogos são realizados no Aradippou Stadium, que possui capacidade para 4.500 espectadores.

## História
O Ermis Aradippou foi fundado em 1958.